# Quercus conzattii
Quercus conzattii är en bokväxtart som beskrevs av William Trelease. Quercus conzattii ingår i släktet ekar, och familjen bokväxter. Inga underarter finns listade.
Quercus conzattii kan vara utformad som buske med en höjd upp till 4 meter eller som träd som blir 3 till 7 meter högt.
Arten har två från varandra skilda populationer i Mexiko, den ena i delstaterna Durango, Jalisco och Zacatecas (västra Mexiko) samt den andra i delstaten Oaxaca (södra Mexiko). Denna ek växer i bergstrakter och på högplatå mellan 1700 och 2400 meter över havet. I lägre delar av utbredningsområdet kan den bilda ansamlingar där inga andra större växter ingår. På bergstopparna växer arten bredvid andra ekar och tallar. Landskapet på bergstopparna liknar en savann.
För beståndet är inga hot kända och populationen anses vara stabil. IUCN kategoriserar arten globalt som livskraftig.